# 플랜츠 vs. 좀비: 올스타
《플랜츠 vs. 좀비: 올스타》(植物大战僵尸：全明星)는 2014년에 출시된 팝캡 게임스의 비디오 게임이다.